# Portrait de Bernhart von Reesen
Le Portrait de Bernhart von Reesen est une peinture à l'huile sur panneau de bois de 46 × 32 cm du maître de la Renaissance allemande Albrecht Dürer, datant de 1521, et conservée à la Gemäldegalerie Alte Meister de Dresde, en Allemagne.

## Description
Le tableau a été réalisé lors du voyage de l'artiste aux Pays-Bas (1520-1521). Le 16 mars 1521, Dürer écrivait qu'il avait représenté à Anvers Bernhart von Reesen, travail payé huit florins plus quelques petits cadeaux pour sa femme et sa servante. Le sujet est inconnu, bien qu'il puisse s'agir d'un riche marchand de Dantzig, œuvrant dans le cosmopolite port flamand. D'autres chercheurs l'identifient à Bernard van Orley, un peintre de Bruxelles.
L'homme est représenté en buste orienté vers la gauche, portant une coiffe et des vêtements noirs couvrant un chemisier blanc. Ses mains, qui, selon la tradition de la peinture flamande, sont appuyées sur la bordure inférieure, tiennent un cartellino sur lequel est peut-être écrit son adresse.

## Sources
- Dürer, Milan, Rizzoli, 2004